# Lajos Ferenc (grafikus)
Lajos Ferenc (Opécska, 1912. szeptember 13. – Budapest, 1998. július 25.) grafikusművész.

## Pályafutása
Iskoláit Gyulán, majd Budapesten az Oroszlán utcai (ma Török Pál u.) Művészeti Iskolában végezte, osztályfőnöke, Fáy Aladár keze alatt. Az Iparművészeti Főiskola ösztöndíjasaként, zsebében 150 pengővel, gyalogosan bejárta Európát (Franciaország, Finnország, Észtország…).
Korai alkotó korszakában stilizáló művészete keleti hatást mutat: az ősmagyar, székely hiedelemvilág jelenetei, szimbólumai jelennek meg a nagy gonddal, alapossággal kidolgozott képein, tanúságot téve mítoszteremtő képességéről.
Ázsia c. fekete-fehér sorozatában álmait, rejtett vágyait segítette világra jönni egy olyan, a kortárs művészetben ismeretlen kifejezésmóddal, ami őse lett nagyon sok későbbi munkájának (1938-ban a Bartha Társaság adta ki). 
Következő sorozata Ady Endre szellemi hatására született. Első meseillusztrációi mellett (Karácsonykor égben, földön, matyó mese versekben és képekben 1939.) Ady Endre versei lettek alkotóművészetének meghatározó forrásai. Ady géniuszából táplálkozott a Sírni, sírni, sírni sorozata (1941-ben a Szépmíves Műhely kiadásában jelent meg).
Első kiállítását 1931-ben rendezték Gyulán. Korai munkái kalandos, gazdag mesevilágot tárnak elénk. 1942-ben volt a háború előtti utolsó kiállítása. Az Atlantisz sorozat a Platón töredék hatására keletkezett. Dante jubileuma is megihlette a művészt, teljes szépségében bontakozott ki mítoszteremtő képzelőereje és képszerkesztési technikájának szuggesztivitása. A Pokol énekeihez 26 rajz készült el, valamivel kevesebb a Purgatórium és a Paradicsom énekeihez. Fekete-fehér illusztrációk voltak, jóval később kilenc-tíz színes kép is készült. 
Közben megírt egy hétszáz oldalas bizánci történetet, de a tervezett trilógia végül nem készült el. Mint a Szépmíves Műhely tulajdonosa a saját művein kívül kiadta kortársak alkotásait is a Magyar Grafikusok Könyvei sorozatban (Molnár C. Pál Cyrano, Dandé József Szegénység útja).
1957-ben Olaszországban megjelent a Fata Morgana c. rajzgyűjteménye. A korai reneszánsz fametsző mestere, Hans Holbein, nagy hatással volt rá. Maga írja a verseket Holbein Haláltánc metszeteihez (Szépmíves Műhely, 1942). A Dante illusztrációkat követően, stílusa megváltozott. Az 1960-70-80-as években a természet megfigyelése, a magyar népi motívumkincs gazdagsága, a magyar népköltészet, a mesék színes világa nyomán rajzaiban a magyarságra jellemző komponálási zártsággal társuló romantikus vonás fedezhető fel. 1982-ben a művész jubileumi kiállításának katalógusaként megjelent az Alkotás és genetika című, művészeti hitvallását is elemző füzete.
Magyarországon kívül kiállítása volt Münchenben (1980), Gyula testvérvárosában, Dizingenben (1995). Állandó kiállítása Gyulán látható 1994 óta: Lajos Ferenc és kortársai. Gyula díszpolgára. Munkássága elismeréseként 1992-ben megkapta a Magyar Köztársaság Arany Érdemkeresztjét.

## Egyéni kiállításai
- 1931. Gyula
- 1933. Orosháza
- 1933. Makó
- 1934. Hódmezővásárhely
- 1934. Makó
- 1936. Szeged
- 1939. Hódmezővásárhely
- 1942. Budapest – Műterem
- 1978. M-Galéria, Budapest
- 1980. Gyula, Vár-Galéria
- 1980. München
- 1982. Alkotás és Genetika – Gödöllő-i Művelődési Központ
- 1983. Almási téri Szabadidő Központ
- 1983. Fehérgyarmat
- 1984. Pécs
- 1986. Győr – Városi Könyvtár Galéria
- 1987. Ferencvárosi Pincegaléria
- 1989. IFP Vállalat kiállítóterme, Budapest
- 1992. Balfi Kastély Szálló Galéria – Dante: Isteni Színjáték illusztrációi
- 1992. 80 éves Jubileumi Kiállítás – Gyula, Dürer terem
- 1993. Munkácsy Mihály Múzeum – Békéscsaba
- 1995. Debrecen – Magyar Képrovók kiállítása
- 1995. Dizingen
- 2000. Balatonlelle – Művelődési Ház
- 2001. Ferencvárosi Művelődési Ház – Budapest, Emlékkiállítás
- 2005. BÁV – Kortárs Galéria, Emlékkiállítás

## Díjai, elismerései
- 1992. Magyar Köztársaság Arany Érdemkereszt
- 1994. Gyula díszpolgára

## Bibliográfia

### Lajos Ferenc megjelent írásai, grafikái
- Ázsia – 12 rajza, Bp., 1938. Bartha Társaság, 1944. Szépmíves Műhely (Magyar Grafikusok sorozat)
- 12 Linómetszete – Bp., 1938 (Tücsök Szövetkezet művészeti kiadványai), 1992. 2. kiadás
- Karácsonykor égben, földön (Matyó mese versekben és képekben) – Bp., 1939. Szépmíves Műhely, 1944. 2. kiadás
- Ady Endre: Sírni, sírni, sírni (12 rajza) – Bp., 1940. Szépmíves Műhely, Bp., 1943. 2. kiadás Bp., 1991. 3. kiadás
- Haláltánc (versek Holbein metszeteihez) – Bp., 1942. Szépmíves Műhely
- Három szerelem után (Naplótöredékek) – Bp., 1943. Szépmíves Műhely
- Fata morgana (Disegni) – Verona, 1958
- Alkotás és genetika / Die Erschaffung und Genetik; sajtó alá rend. Kelemen Eörs; Gödöllői Városi-Járási Művelődési Központ; Gödöllő, 1982
- A néphagyomány vonzásában (12 rajza) – Bp., 1984
- Postludium (12 rajza) – Bp., 1990
- Álmok egy Platon töredékről. Atlantisz (16 rajza) – Bp., 1991
- Valóság és álmok határán. Menekülés 40 év aljassága és gonoszsága elől. – Bp., 1991. 12 tábla
- Dante: Inferno (26 rajza) – Bp., 1991
- Mitológiai legendák (16 rajza) – Bp., 1991 (részlet az Alkotás és Genetika c. tanulmányából)
- Dürer: János, Jelenések könyve (fametszetek) – Gyula, 1991
- Álmok és víziók (15 rajza) – Bp., 1991
- Dante: Purgatorium, Mennyország (30 rajza) – Bp., 1992
- Alfától az Omegáig (26 rajza) – Bp., 1992
- Rajzok, gondolatok (25 rajza) – Bp., 1992 (Néphagyomány vonzásában)
- Képírásos üzenetek a mélytudatból (32 rajza) – Bp., 1992
- Gondolatok és vázlatok (15 rajza) – Bp., 1992
- 80 év rajzban. 36 rajz 1912-1992. – Bp., 1992 (Néphagyomány vonzásában)